# Katseye
Katseye (произносится как «cat’s eye» (рус. кошачий глаз), стилизуется маюскулом) — глобальная гёрл-группа, основанная в 2023 году южнокорейской компанией Hybe UMG и американским звукозаписывающим лейблом Geffen Records. Коллектив состоит из шести участниц: Софии (она же лидер), Даниэлы, Лары, Манон, Меган и Юнче. Katseye позиционируются как «глобальная женская группа» благодаря участницам из разных стран.
Группа была сформирована во второй половине 2023 года благодаря шоу талантов «Дебют: Академия мечты», которое стало совместным проектом Hybe UMG и Geffen Records для создания глобальной женской группы. Весь предебют коллектива, включая тренировки и непосредственно подготовку к релизу первого мини-альбома были показаны в документальном сериале «Академия поп-звёзд: KATSEYE», вышедшем на Netflix. Katseye дебютировали в июне 2024 года с синглом «Debut», и уже месяц спустя выпустили следующий цифровой сингл, «Touch», который достиг значительного успеха и стал визитной карточкой группы. 16 августа того же года был выпущен дебютный мини-альбом SIS (Soft Is Strong).
В апреле 2025 года Katseye выпускают сингл «Gnarly», который становится предметом споров из-за текста, видеоклипа и выступлений, однако обеспечивает первое попадание группы в Billboard Hot 100. Второй мини-альбом, Beautiful Chaos, выпущенный 27 июня, дебютировал в топ-5 Billboard 200, что также стало рекордом для группы.

## Название
В интервью для журнала InStyle (осень 2024 года) София объяснила, что вдохновением для названия группы послужил минерал хризоберилл, в частности, одна из его разновидностей, кошачий глаз. Он обладает оптическим эффектом, благодаря которому под разным углом можно увидеть разные цвета. Таким образом, кошачий глаз отображает разнообразность талантов участниц, а также их разные характеры и национальности. Изначально группу должны были назвать Catseye, однако Лара предложила изменить написание, что остальные участницы посчитали наиболее подходящим и выделяющимся.

## Карьера

### 2010-е: Деятельность до дебюта
Несколько участниц Katseye ещё задолго до дебюта появлялись на телевидении, участвовали в шоу талантов и были знакомы с индустрией развлечений. София, дочь филлипинской театральной актрисы Карлы Гевары Лафортесы, начала заниматься пением с трёх лет, и в 2022 году появилась в шоу «Сто к одному» в качестве участницы. Даниэла с трёх лет занималась танцевальным спортом, и в 2013 году вместе с Яшей Желтухиным участвовала в прослушивании шоу талантов «Америка ищет таланты». В 2016 году также участвовала в отборе шоу «Значит, ты умеешь танцевать?». Меган, которая родилась и выросла в Гонолулу, аналогично занималась танцами с раннего возраста. Лара, ранее использовавшая сценическое имя Лара Радж, тоже занималась танцами, и участвовала в видео в поддержку кампании Мишель Обамы в 2018 году. Манон до дебюта пробовала себя в качестве модели, а также активно вела TikTok и Instagram, где выкладывала видео о моде и повседневной жизни. Юнче, самая младшая участница, была трейни в агентстве WakeOne Entertainment с 2020 года, но два года спустя ушла из агентства, так и не дебютировав официально.

### 2021—23: Формирование группы

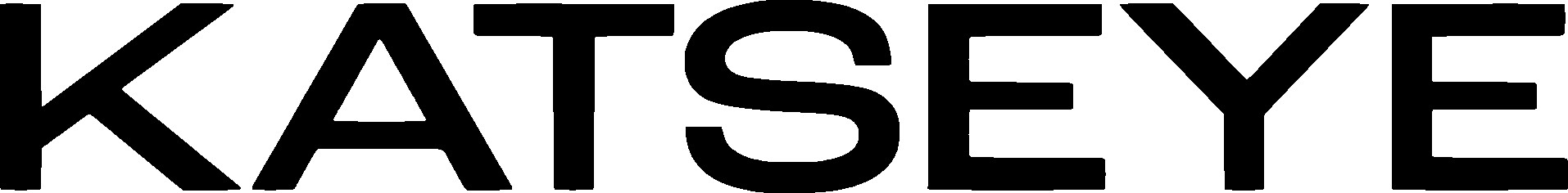
Предебютный логотип Katseye

Первые приготовления к дебюту новой группы начались ещё в ноябре 2021 года, когда Hybe и Geffen Records объявили о глобальном прослушивании для новой женской группы. Прослушивания начались в 2022 году и проходили в Южной Корее, США, Японии и Великобритании, партнёрство между лейблами должно было «расширить национальные, культурные и артистические границы». Основатель Hybe, Пан Си Хёк подчеркнул, что сформированная группа будет направлена на американский рынок. Из более 120 тысяч претенденток были отобраны лишь 20 девушек, которые стали участницами шоу «Дебют: Академия мечты», где боролись за место в будущей группе. Для участия в шоу девушки целый год стажировались в Лос-Анджелесе преимущественно по методикам, используемым для обучения корейских айдолов. Премьера шоу состоялась 19 августа 2023 года, и уже 18 ноября, в финальном выпуске, стали известны участницы Katseye: Даниэла, Лара, Манон, Меган, София и Юнче.

### 2024—настоящее время: Дебют,SIS (Soft Is Strong)иBeautiful Chaos

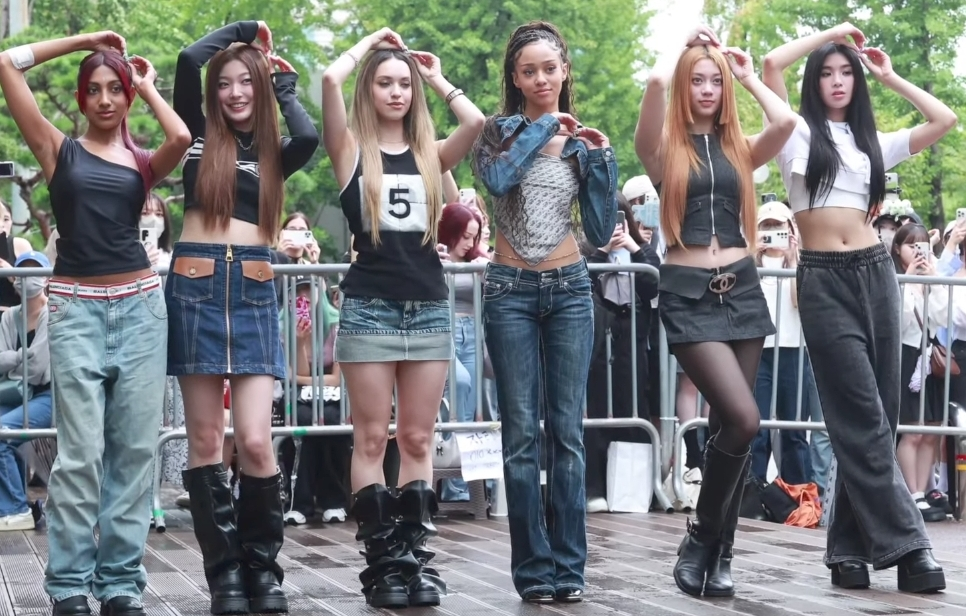
Katseye направляются на запись Music Bank, 12 сентября 2024 года

Процесс подготовки к официальному дебюту и записи альбома был показан в документальном сериале «Академия поп-звёзд: KATSEYE», премьера которого состоялась 21 августа 2024 года на Netflix. 
Релиз дебютного мини-альбома был назначен на август, и ему предшествовали два сингла, выпущенные в июне и июле соответственно. 28 июня состоялся релиз дебютного сингла «Debut», видеоклип для которого снимали в Медельине. Одним из авторов и продюсеров песни стал Райан Теддер; яркая и энергичная поп-композиция рассказывает об уверенности и сестринских взаимоотношениях между участницами, которые отражают их связь, как группы. Несмотря на то, что дебют Katseye был одним из самых обсуждаемых событий в течении нескольких месяцев, «Debut» широкого успеха не получила; за 3 дня видеоклип преодолел порог в 2,33 млн просмотров, что показывало результат намного ниже, чем у любого корейского артиста за такой же промежуток времени, в результате чего дебют группы назвали «разочаровывающим началом». 26 июля был выпущен второй сингл «Touch», звучание которого значительно отличалось от «Debut»; песня была записана в жанрах ликвид-фанк, данс-поп и современный R&B, акцентируя внимание на вокале участниц. «Touch» достигла 22 места в чарте Bubbling Under Hot 100 и вошла в «горячую сотню» синглового чарта Billboard Phillipines. В сентябре песня получила новый виток популярности благодаря хореографии, завирусившейся в TikTok; участницы группы признались, что репетировали танец в течении нескольких месяцев и очень рады тому, что он стал настолько популярен. Дебютный мини-альбом SIS (Soft Is Strong) был выпущен 16 августа и дебютировал на 119 месте в американском альбомном чарте Billboard 200. 12 сентября Katseye начали азиатский тур в поддержку релиза, однако уже 21 сентября Меган пришлось взять перерыв в деятельности из-за травмы спины, поэтому оставшиеся концерты прошли без её участия. 14 ноября была выпущена композиция «Flame», ставшая заглавной темой анимационного сериала «Джентри Чау против монстров» на Netflix. 22 ноября Katseye выступили на премии Mnet Asian Music Awards в Лос-Анджелесе, однако Манон отсутствовала по состоянию здоровья.
30 апреля 2025 года был выпущен цифровой сингл «Gnarly». Песня подверглась критике за лирику, аранжировку и концепцию в целом; слушатели акцентировали внимание на том, что для группы, где есть несовершеннолетняя участница, песня не подходит. Специально для промоушена на корейских музыкальных шоу участницы исполняли версию с цензурой: без упоминания брендов и нецензурной лексики. Они также объяснили, что сленговым термином «gnarly» можно описать как нечто хорошее, так и нечто плохое. 10 мая Katseye выступили на концерте Wango Tango. 6 июня был выпущен ремикс «Gnarly» при участии Ice Spice. 20 июня был выпущен второй сингл в поддержку предстоящего альбома, «Gabriela», в видеоклипе на который приняла участие Джессика Альба. Песню назвали «современным взглядом» на «Jolene» Долли Партон, а одним из авторов выступила Charli XCX. 27 июня был выпущен второй мини-альбом, Beautiful Chaos, вместе с финальным синглом в его поддержку — «Gameboy». 3 августа Katseye выступили на фестивале Lollapalooza.

## Рекламные контракты
В сентябре 2024 года Katseye посетили Неделю моды в Нью-Йорке, где была представлена предстоящая весенне-летняя коллекция бренда Coach, после чего их пригласили для рекламы коллекции уже в момент её выпуска. В частности, девушки представляли линейку прет-а-порте в коллаборации Coach с корейским брендом повседневной одежды Matin Kim эксклюзивно для Южной Кореи, Японии и Гонконга.
В апреле 2025 года Katseye участвовали в кампании бренда Fendi «Fendi для тебя», организованной в честь 100-летия бренда. В мае девушки сотрудничали с косметическим брендом Glossier, став лицом рекламной кампании в честь выпуска первого для бренда масла для губ. В том же месяце группа сотрудничала с брендом Urban Outfitters; их второй мини-альбом, Beautiful Chaos, был выпущен в количестве 3 тысяч копий на голубом виниле, заказать который можно было только в Urban Outfitters. В июне Katseye сотрудничали с ювелирным домом Pandora, были выпущены лимитированные украшения, приуроченные к выпуску Beautiful Chaos. 30 июня в продажу поступили бомбочки для ванны и 6 видов мыла в рамках сотрудничества Katseye с Lush Cosmetics.

## Публичный образ
Katseye позиционируются как «глобальная гёрл-группа». В интервью британском журналу i-D Даниэла сказала, что они «первая американская гёрл-группа, выпускающая американскую поп-музыку, но танцующая сумасшедшую K-pop хореографию». Кроме того, неоднократно привлекал внимание и национальный состав коллектива: Даниэла по происхождению имеет латиноамериканские корни, Лара была родом из Индии, Манон родилась в Швейцарии, Меган имеет сингапурские корни, София родом с Филиппин, и только Юнче родилась и выросла в Южной Корее.
Сценические костюмы группы также заслуживают отдельного внимания. Множество СМИ неоднократно называло стиль Katseye на сцене таким же выделяющимся, как и саму музыку группы. Джинсы с низкой посадкой и кроп-топы были характерными атрибутами стиля в конце 90-х и начале 2000-х. Тем не менее, во время выступления на музыкальном фестивале Lollapalooza группа подверглась критике за чрезмерно открытые наряды.
Причёски участниц аналогично получают множество комментариев. Так, стрижка химэ, которую носит Меган, стала популярной после того, как чёлку и несколько прядей окрасили в розовый цвет; ранее волос был выкрашен в рыжий. Прямые и тонкие брови Манон также стали трендом в социальных сетях; по её словам, вдохновением для такой формы бровей послужила София, у которой такие же тонкие брови, а также Доджа Кэт.

### Музыкальный стиль
Основным музыкальным стилем Katseye является поп-музыка, в которой присутствуют элементы современного R&B, гиперпопа, электропопа, экспериментального попа, латиноамериканской поп-музыки, ликвид-фанка и данс-попа; музыкальное разнообразие характеризуют как «переход от энергичных TikTok-хитов до мягких баллад». Дебютный сингл «Debut», несмотря на довольно прохладный отклик у публики, называют «энергичным поп-гимном», и в целом весь дебютный мини-альбом в дальнейшем получил хорошие отзывы музыкальных критиков. Сингл «Touch», ставший вирусным в сети, подвергся критике со стороны издания IZM, которое назвало песню «резким контрастом» в сравнении с «Debut».
Сингл «Gnarly», выпущенный в апреле 2025 года, полностью отличался от изначального звучания Katseye, разделив фанатов и слушателей на два лагеря: одни утверждали, что песня, несмотря на свою шумность и неординарность, подходит группе, в то время как другие раскритиковали избитую лирику, аранжировку, видеоклип и концепцию в целом. Руководство Hybe подверглось критике за сексуализацию несовершеннолетней Юнче, а продюсера песни обвинили в использовании в «Gnarly» звуков из порнографии.
Своими музыкальными вдохновителями Katseye назвали Le Sserafim, Шакиру и The Pussycat Dolls.

## Участницы
| Настоящее имя | Настоящее имя    | Национальность   | Дата рождения |
| На русском    | На английском    | Национальность   | Дата рождения |
| ------------- | ---------------- | ---------------- | ------------- |
| Манон         | Manon Bannerman  | Швейцария        | 26.06.2002    |
| София         | Sophia Laforteza | Филиппины        | 31.12.2002    |
| Даниэла       | Daniela Avanzini | США              | 01.07.2004    |
| Лара          | Lara Rajagopalan | США              | 03.11.2005    |
| Меган         | Megan Skiendiel  | США              | 10.02.2006    |
| Юнче          | Jeong Yoon-chae  | Республика Корея | 06.12.2007    |

## Дискография

### Мини-альбомы
- SIS (Soft Is Strong) (2024)
- Beautiful Chaos (2025)

## Концерты и туры
- The Beautiful Chaos Tour (2025)

## Награды и номинации
| Год  | Премия                   | Номинация                                   | Номинируемый                  | Результат |
| ---- | ------------------------ | ------------------------------------------- | ----------------------------- | --------- |
| 2024 | Hanteo Music Awards      | Лучший женский новый артист                 | Katseye                       | Номинация |
| 2025 | iHeartRadio Music Awards | Любимый танцевальный челлендж в жанре K-pop | «Touch»                       | Номинация |
| 2025 | iHeartRadio Music Awards | Любимицы на экране                          | «Академия поп-звёзд: KATSEYE» | Номинация |
| 2025 | MTV Video Music Awards   | Выдающееся выступление года                 | «Touch»                       | Ожидается |

| Издание    | Год  | Список                                                  | Место    | Ист.   |
| ---------- | ---- | ------------------------------------------------------- | -------- | ------ |
| Teen Vogue | 2024 | 12 Женских групп, за которыми стоит следить в 2024 году | В списке | [ 80 ] |
| Billboard  | 2025 | 21 до 21                                                | В списке | [ 81 ] |